# Naturschutzgebiet Brühnetal

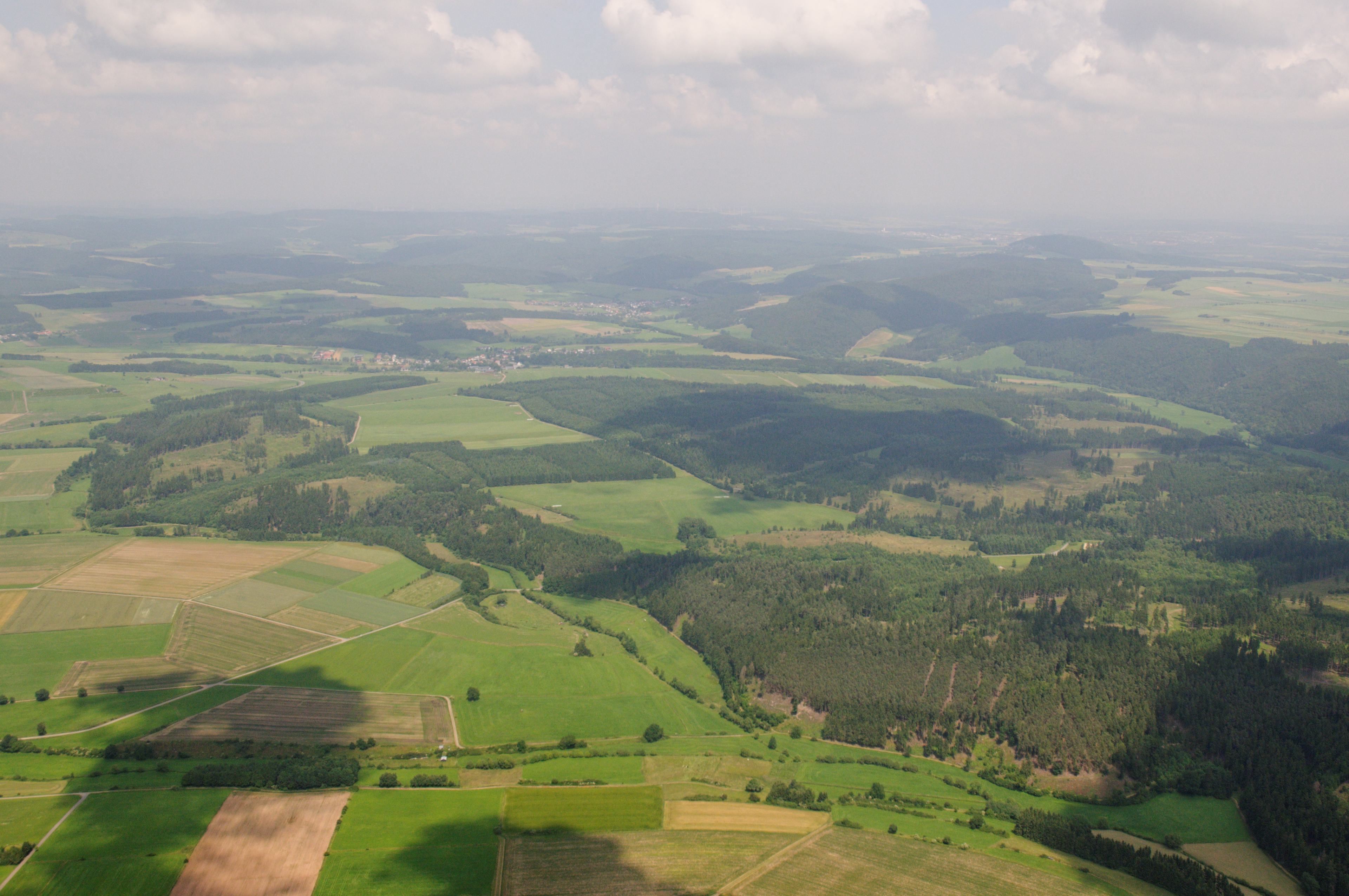
Naturschutzgebiet Brühnetal (im Bild Vordergrund bis zur Waldkante), mit Hillershausen (aus der Luft)

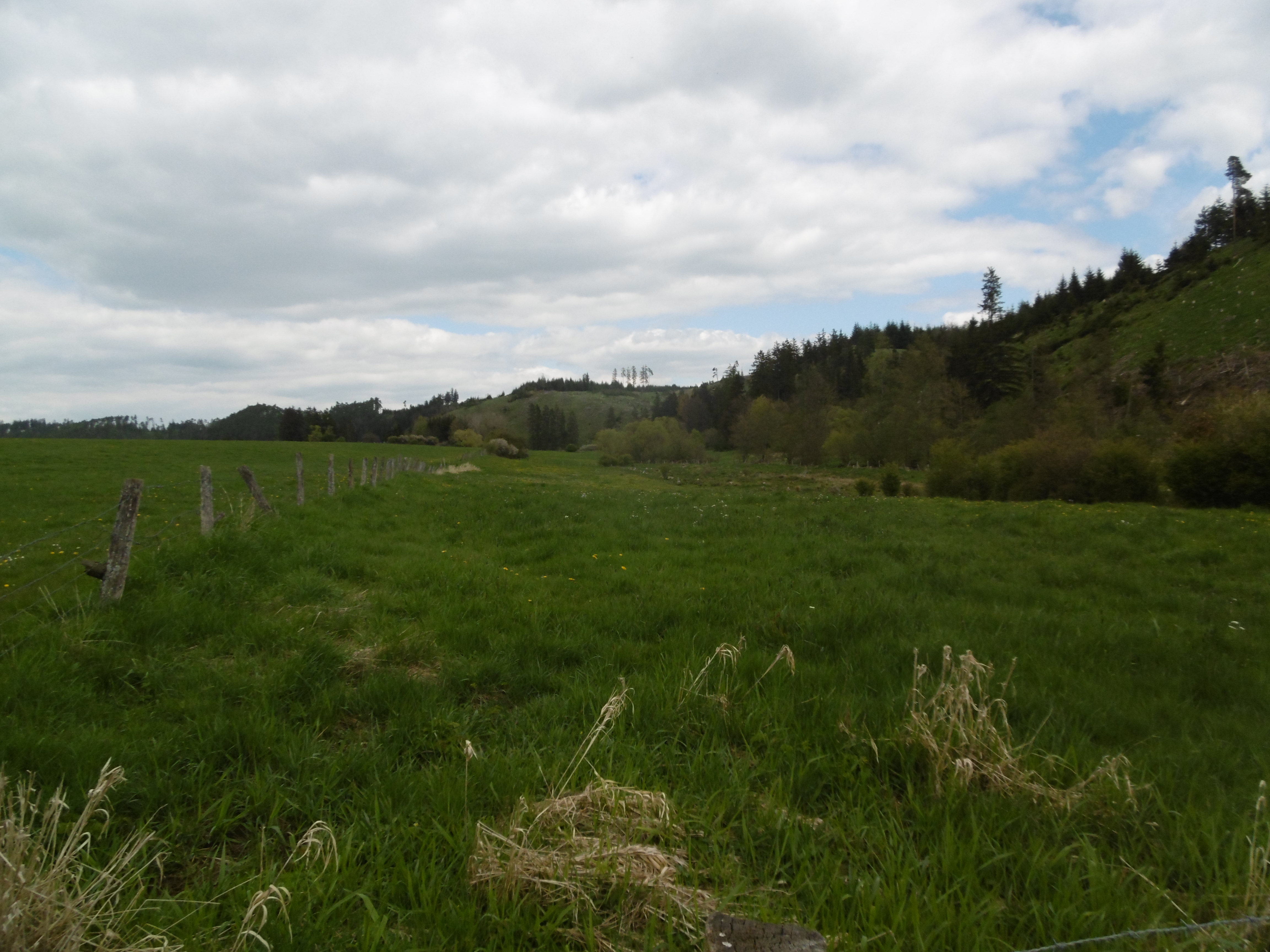
Naturschutzgebiet Brühnetal mit Landschaftsschutzgebiet Medebach im Hintergrund

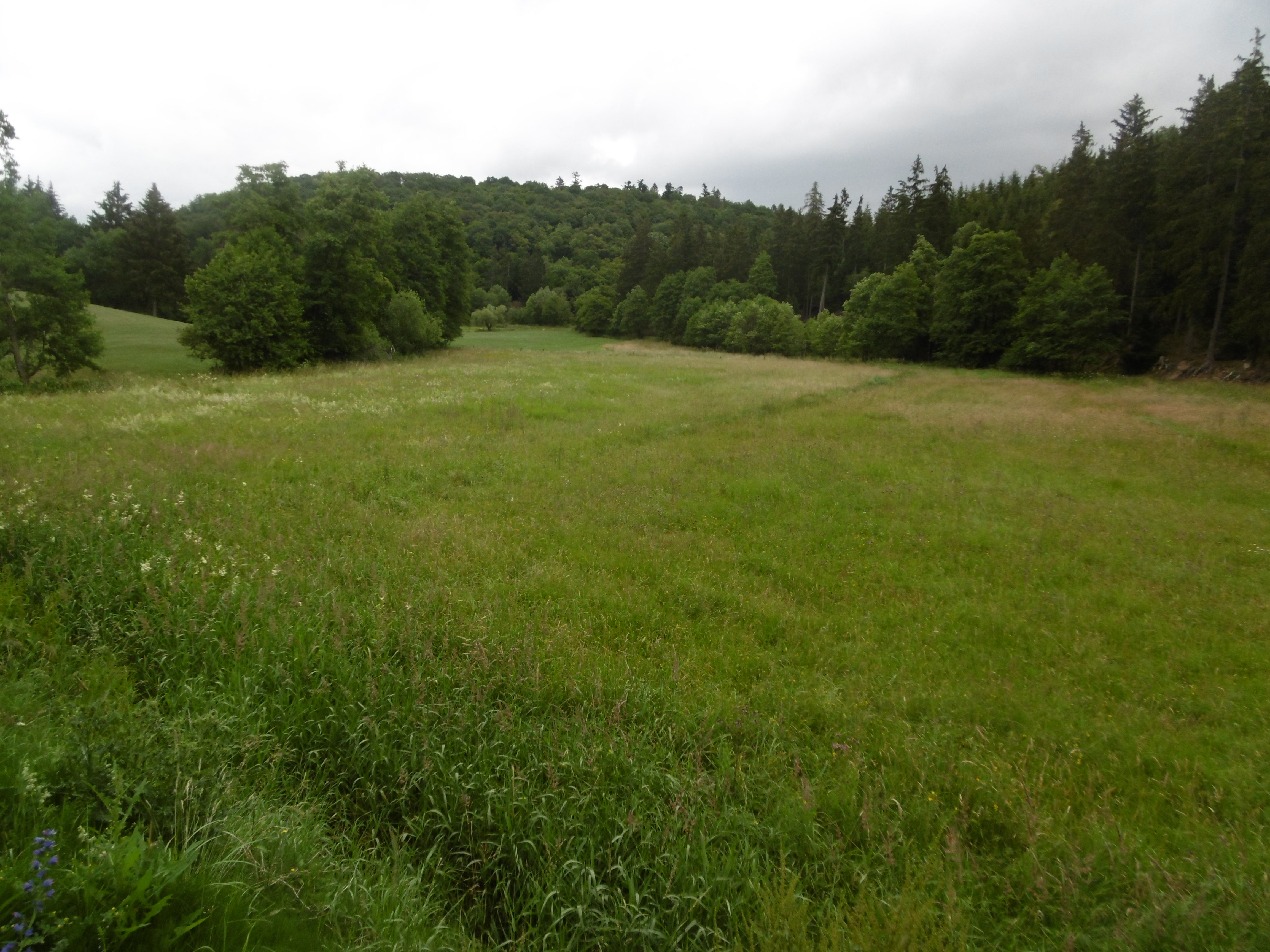
Naturschutzgebiet Brühnetal

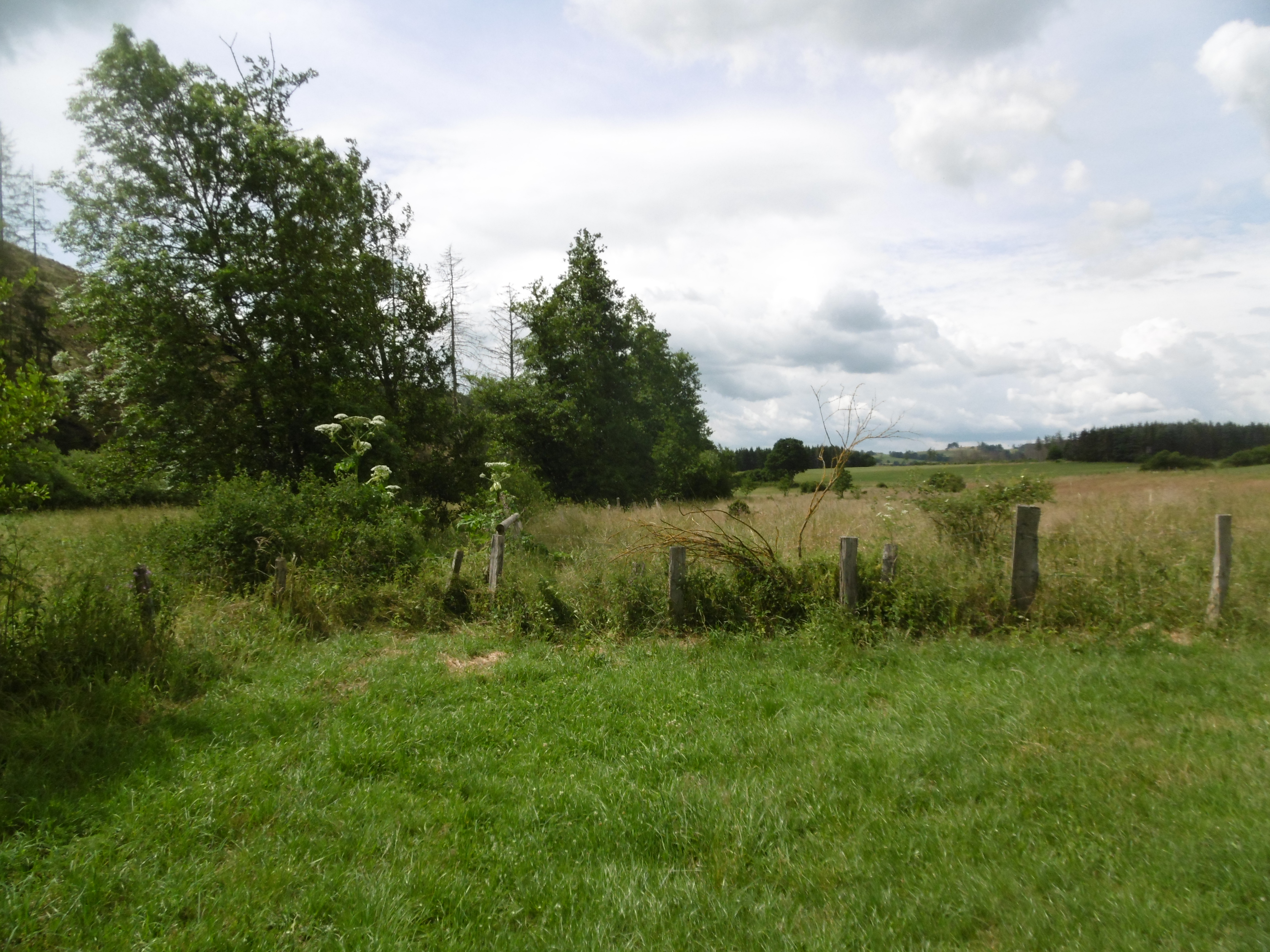
Bereich mit Herculesstauden östlich Holtischfeld

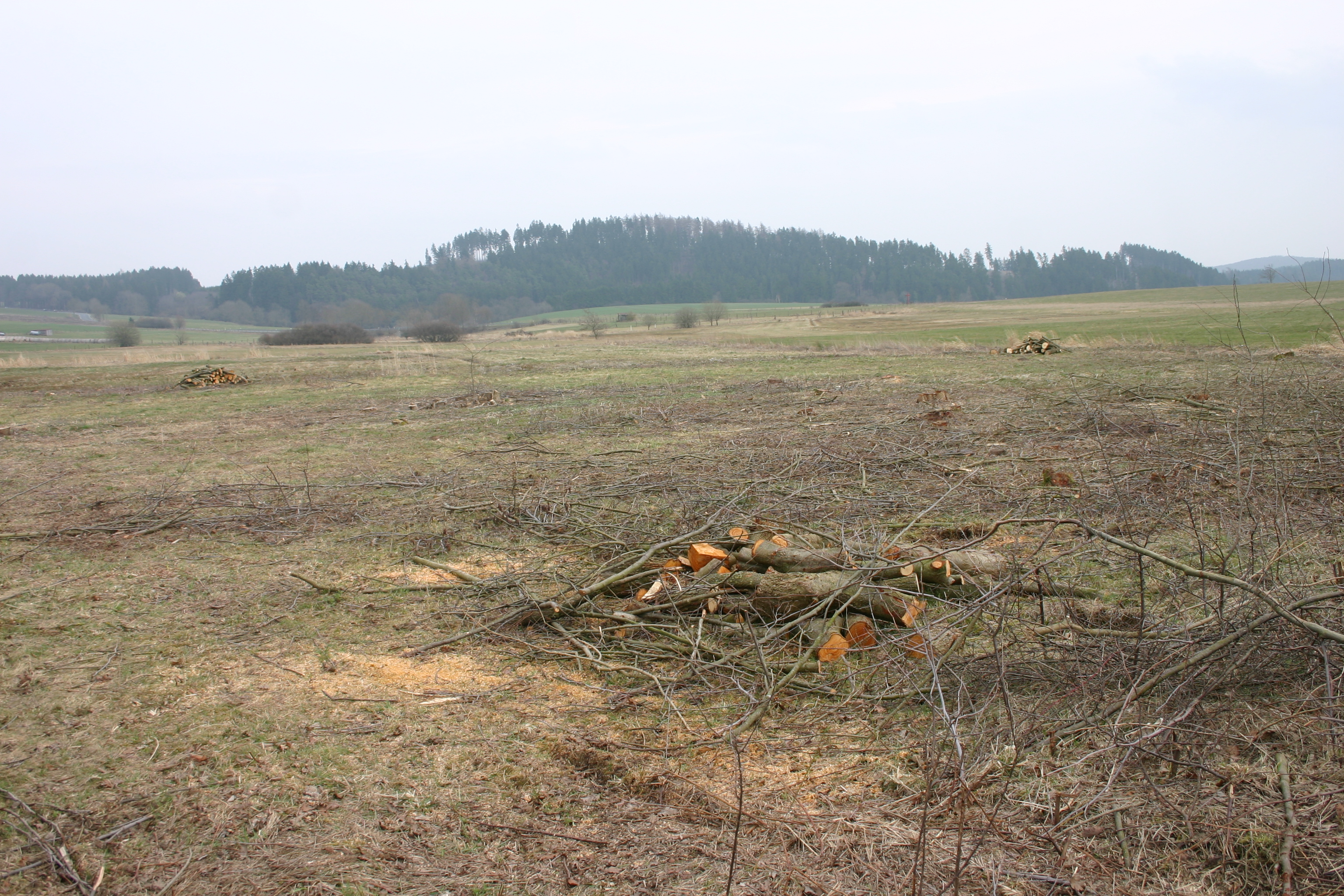
Bereich Hooren

Das Naturschutzgebiet Brühnetal mit einer Größe von 90,46 ha liegt im Naturpark Sauerland-Rothaargebirge östlich des westfälischen Medebach. Es wurde 2003 mit dem Landschaftsplan Medebach durch den Hochsauerlandkreis als Naturschutzgebiet (NSG) ausgewiesen. Das NSG ist ebenfalls Teil des Europäischen Vogelschutzgebietes Medebacher Bucht (DE-4717-401) und des FFH-Gebietes Waldreservat Glindfeld-Orketal (DE 4817-304).

## Gebietsbeschreibung
Beim unter Schutz gestellten Teil des Brühnetals herrscht ein offenes Grünlandtal mit nur wenigen Gehölzen vor. Die Gehölze befinden sich überwiegend am Orke-Zufluss Brühne, der innerhalb des NSG entspringt. Im NSG gibt es nur wenige Äcker. Das Brühnetal gilt als einer der naturschutzfachlich herausragenden Talräume in der Medebacher Bucht.

## Lebensräume und Arten
Im NSG befinden sich auf dem Grünland verschiedene Pflanzengesellschaften. Dabei handelt es sich u. a. um Glatthafer-Wiesen, Weidelgras-Weißklee-Weiden und Wiesenkopf-Silgenwiesen. Kleinflächig befindet sich Nassgrünland im NSG. Im Nassgrünland gibt es die Pflanzengesellschaften Sumpfdotterblumen-Wiesen und Waldsimsen-Sumpf. Insbesondere im Nassgrünland wurden seltene und gefährdete Pflanzenarten nachgewiesen. An seltenen Arten fand man auch Orchideen.
Auswahl vom Landesamt für Natur, Umwelt und Verbraucherschutz Nordrhein-Westfalen im Schutzgebiet dokumentierter Pflanzenarten: Acker-Minze, Acker-Witwenblume, Ährige Teufelskralle, Aronstab, Bach-Nelkenwurz, Bachbunge, Berg-Platterbse, Besenheide, Blauer Eisenhut, Blutwurz, Borstgras, Breitblättriger Dornfarn, Breitblättriger Thymian, Brennender Hahnenfuß, Christophskraut, Dreizahn, Echter Baldrian, Echter Wurmfarn, Echtes Johanniskraut, Echtes Labkraut, Echtes Mädesüß, Echtes Springkraut,  Eichenfarn, Einbeere, Frauenfarn, Gänseblümchen, Färber-Ginster, Gamander-Ehrenpreis, Geflecktes Johanniskraut, Geflecktes Knabenkraut, Gegenblättriges Milzkraut, Gelber Eisenhut, Gelbes Sonnenröschen, Gewöhnliche Kreuzblume, Gewöhnliches Ferkelkraut, Gras-Sternmiere, Großer Wiesenknopf, Großes Hexenkraut, Hain-Gilbweiderich, Hain-Sternmiere, Harzer Labkraut, Heide-Nelke, Heidelbeere, Hunds-Veilchen, Kleine Bibernelle, Kleine Braunelle, Kleiner Baldrian, Kleiner Klappertopf,  Kleiner Wiesenknopf, Kleines Habichtskraut, Knolliger Hahnenfuß, Kohldistel, Kriechende Hauhechel, Kriechender Günsel, Kuckucks-Lichtnelke, Magerwiesen-Margerite, Mittlerer Wegerich, Moor-Labkraut, Pfennigkraut, Purgier-Lein, Quell-Sternmiere, Quirl-Weißwurz, Rundblättrige Glockenblume, Scharfer Hahnenfuß, Schlangen-Knöterich, Schmalblättriges Wollgras, Spitzlappiger Frauenmantel, Sumpf-Dotterblume, Sumpf-Labkraut, Sumpf-Pippau, Sumpf-Schachtelhalm, Sumpf-Vergissmeinnicht, Sumpf-Weidenröschen, Vogel-Wicke, Wald-Ehrenpreis, Wald-Engelwurz, Wald-Storchschnabel, Wald-Veilchen, Wald-Ziest, Waldmeister, Wechselblättriges Milzkraut,  Weißes Labkraut, Wiesen-Bärenklau, Wiesen-Flockenblume, Wiesen-Platterbse, Wilde Möhre, Wildes Silberblatt und Zaun-Wicke.
Der Neuntöter brütet im Gebiet und früher auch Braunkehlchen. Das Gebiet wird von gefährdeten Arten als Rast- und Nahrungsplatz genutzt.

## Schutzzweck
Wie bei allen Naturschutzgebieten in Deutschland wurde in der Schutzausweisung darauf hingewiesen, dass das Gebiet „wegen der Seltenheit, besonderen Eigenart und Schönheit des Gebietes“ zum Naturschutzgebiet erklärt wurde. Als Hauptschutzgrund wird die Bedeutung als herausragender Refugial- und Vernetzungs-Lebensraum genannt. Das NSG soll auch der nachhaltigen Sicherung besonders schutzwürdiger Lebensräume nach § 62 des Landschaftsgesetzes von Nordrhein-Westfalen und des Natura 2000 Netzes dienen.

## Schutzmaßnahmen
Im Winter 2013/2014 wurden von der Biologischen Station Hochsauerlandkreis auf einer Teilfläche im NSG-Teil Hooren, auf einer ehemaligen Bauschutt- und Bodendeponie, der Baumbestand, hauptsächlich Rot-Erlen, entfernt.